# 三遊亭楽八
三遊亭 楽八（さんゆうてい らくはち、1980年6月13日 - ）は、静岡県磐田市出身の落語家、元舞台俳優。五代目円楽一門会所属。出囃子は『独楽』。

## 芸歴
静岡県立磐田農業高等学校を経て、パフォーミング・アート・センター卒業。
2013年2月、六代目三遊亭円楽へ弟子入り。前座名は「楽しい」。
2016年4月1日、三遊亭愛九、三遊亭楽㐂と共に二ツ目に昇進し、「楽八」と改名。2022年9月に師匠円楽が死去した為、2023年元日に兄弟子の三遊亭楽天、弟弟子の三遊亭楽花山と共に円楽の弟弟子三遊亭小圓楽門下へ移籍。